# سری‌های جی‌فورس ۶۰۰
سری‌های جی‌فورس ۶۰۰ یک خانواده از واحد پردازش گرافیکی توسعه یافته توسط ان‌ویدیا هستند که در رایانه‌های شخصی رومیزی و لپ‌تاپ مورد استفاده قرار می‌گیرد.